# Berufsbildungswerk Bezirk Mittelfranken
Das Berufsbildungswerk Nürnberg ist ein Berufsbildungswerk für Menschen mit Förderbedarfen in den Bereichen Hören, Sprache und Lernen des Regierungsbezirks Mittelfranken/Bayern in Nürnberg.

## Daten
Das Berufsbildungswerk Nürnberg umfasst eine Gesamtfläche von 169.500 m², davon 9000 m² Außenanlagen wie Sportplätze und einen Innenhof. Das Hauptgebäude, in dem u. a. ein Internat, die Berufsschule und Werkstätten untergebracht sind, erstreckt sich über 128.000 m²; ein 2500 m² großer Erweiterungsbau beherbergt die Fachdienste sowie weitere Werkstätten.
Das Berufsbildungswerk bietet 250 Plätze zur Ausbildung und Berufsvorbereitung. Das Internat kann 219 Personen aufnehmen, zur Weiterbildung stehen zehn Plätze zur Verfügung. Etwa 150 Mitarbeiter (u. a. Ausbilder, Lehrer und Erzieher) sind im BBW beschäftigt.
Das Internat bietet Wohnplätze mit unterschiedlicher Betreuung.

## Ausbildungsangebote
Das Berufsbildungswerk Nürnberg bietet folgende Ausbildungsmöglichkeiten an:
- Agrarwirtschaft / Gärtnerei: Werker im Gartenbau in den Fachrichtungen Garten- und Landschaftsbau und Zierpflanzenbau
- Elektrotechnik: Elektroniker für Geräte und Systeme, Elektriker (Gerätetechnik), IT-Systemelektroniker
- Ernährung und Hauswirtschaft: Hauswirtschafter, Hauswirtschaftstechnischer Helfer, Koch, Beikoch
- Farbtechnik und Raumgestaltung: Raumausstatter
- Holztechnik: Tischler, Fachpraktiker für Holzverarbeitung
- Metalltechnik: Zerspanungsmechaniker, Werkzeugmechaniker, Industriemechaniker, Elektro- und Schutzgasschweißer, Werkzeugmaschinenspaner (Drehen, Fräsen), Metallfeinbearbeiter, Metallbearbeiter, Teilezurichter
- Technisches Zeichnen: Technischer Produktdesigner
- Textiltechnik und Bekleidung: Maßschneider, Änderungsschneider
- Wirtschaft und Verwaltung: Kaufmann für Büromanagement, Fachpraktiker für Bürokommunikation